# Salmijärvi (sjö i Rovaniemi, Lappland, 66,77 N, 26,54 Ö)
Salmijärvi är en sjö i kommunen Rovaniemi i landskapet Lappland i Finland. Arean är 35 hektar och strandlinjen är 6,32 kilometer lång. Sjön  ingår i Kemi älvs huvudavrinningsområde.   Den ligger omkring 46 kilometer nordöst om Rovaniemi och omkring 740 kilometer norr om Helsingfors. 